# Chiesa di Santa Maria Assunta (Palazzolo sull'Oglio)
La chiesa di Santa Maria Assunta è il duomo e la principale parrocchiale di Palazzolo sull'Oglio, in provincia e diocesi di Brescia; fa parte della zona pastorale dell'Oglio.

## Storia
La prima citazione di una chiesa a Palazzolo sull'Oglio, dedicata a santa Maria Assunta, risale al 1410. Dalla relazione della visita pastorale del 1580, s'apprende che la chiesa disponeva di sette altari e che aveva il titolo di arcipresbiterale. Allora i fedeli erano 2 000, saliti a 3 000 nel 1703. 

La nuova parrocchiale fu edificata tra il 1751 e il 1772. Nel 1774 fu collocato l'organo e la chiesa consacrata il 6 maggio 1782. Nel 1786 l'edificio fu danneggiato da un fulmine e l'organo distrutto; quest'ultimo venne sostituito da uno nuovo realizzato da Luigi Lingiardi di Pavia. Il 3 maggio 1801 la parrocchiale fu riconsacrata, l'anno successivo venne rifatta la decorazione dell'edificio e, nel 1846, la facciata fu portata a termine dall'architetto Donegani. Nel corso dell'Ottocento la chiesa era nota con il titolo di Santa Maria Annunziata, per poi essere riportata al titolo originale di Santa Maria Assunta nel 1932. Il 14 aprile 1989 il vicariato di Palazzolo, che faceva capo a questa chiesa, fu soppresso e inserito nella neo-costituita zona pastorale dell'Oglio.

## Descrizione
Le statue poste in facciata sono del noto scultore Giovanni Antonio Emanueli e rappresentano la Madonna, Maria Maddalena, il patrono Fedele di Como, San Giovanni Evangelista, San Paolo. Sopra il portone ligneo appare inoltre un grande bassorilievo raffigurante la disputa tra i Dottori.
La pianta della chiesa è a croce latina con tre navate. L'interno presenta un polittico del 1525, opera di Vincenzo Civerchio, una pala del 1620 di Grazio Cossali e nel transetto destro un'Ultima Cena ritenuta erroneamente per decenni quale frutto del lavoro di Pompeo Batoni (1760); in realtà dipinta dallo sconosciuto pittore Romano Francesco Sorbe, come risulta anche dalla firma emersa durante il restauro.